# 寒川郵便局
寒川郵便局（さむかわゆうびんきょく）は神奈川県高座郡寒川町にある郵便局。民営化前の分類では集配普通郵便局であった。

## 概要
住所：〒253-0199 神奈川県高座郡寒川町宮山187

## 沿革
- 1903年（明治36年）12月10日 - 寒川郵便受取所として開設[1]。
- 1905年（明治38年）4月1日 - 寒川郵便局（三等）となる。
- 1933年（昭和8年）3月16日 - 電話通話事務を開始[2]。
- 1966年（昭和41年）1月14日 - 電話交換業務を藤沢電報電話局に、和文電報配達業務を茅ヶ崎電報電話局にそれぞれ移管[3]。
- 1978年（昭和53年）11月1日 - 特定郵便局から普通郵便局に局種別改定。
- 2000年（平成12年）8月14日 - 外国通貨の両替および旅行小切手の売買に関する業務取扱を開始。
- 2007年（平成19年）10月1日 - 民営化に伴い、併設された郵便事業寒川支店に一部業務を移管。
- 2012年（平成24年）10月1日 - 日本郵便株式会社発足に伴い、郵便事業寒川支店を寒川郵便局に統合。
- 2025年（平成24年）7月8日 - 早朝に構内の自転車庫が火災により全焼し、庫内にあった配達用オートバイ計28台が焼損した[4]。

## 取扱内容
- 郵便、印紙、ゆうパック、内容証明
- 貯金、為替、振替、振込、国際送金、国債、投資信託
- 生命保険、バイク自賠責保険、自動車保険
- ゆうちょ銀行ATM
- 「253-01xx」区域（高座郡寒川町の全域）の集配業務
- ゆうゆう窓口

## 周辺
- 寒川町役場
- 寒川総合体育館
- 寒川総合図書館
- 寒川神社
- 寒川浄水場
- 相模川

## アクセス
- JR相模線 寒川駅から南東へ約900m（徒歩約11分）
- 寒川町コミュニティバス「もくせい号」 寒川町役場前停留所下車
- 首都圏中央連絡自動車道（圏央道） 寒川北ICから南へ約2km、寒川南ICから北へ約2.5km
- 駐車場あり：8台